# Розетта (фильм)
«Розетта» (фр. Rosetta) — драма режиссёров братьев Дарденн, вышедший на экраны в 1999 году.

## Сюжет
Молодая и импульсивная Розетта, живя со своей матерью-алкоголичкой в трейлере и преодолевая множество разочарований, делает всё возможное, чтобы найти работу. Фильм начинается с того, что 18-летнюю Розетту увольняют с фабрики, потому что испытательный срок её работы уже закончен. Девушка мечется в поисках новой работы, поскольку видит в этом залог новой, лучшей жизни. Горечь и отчаянье Розетты нарастают по мере её безуспешных поисков, она понимает, что должна действовать иначе, более жёстко…

## В ролях
| Актёр             | Роль                       |
| ----------------- | -------------------------- |
| Эмили Декьенн     | Розетта                    |
| Фабрицио Ронджоне | Рике                       |
| Анн Йерно         | мать                       |
| Оливье Гурме      | босс                       |
| Бернар Марбе      | хозяин кемпинга            |
| Фредерик Бодсон   | руководитель отдела кадров |
| Тома Голла        | ухажёр матери              |
| Колетт Режибо     | мадам Рига                 |
| Мирей Байи        |                            |

## Награды и номинации
- 1999 — три приза Каннского кинофестиваля: «Золотая пальмовая ветвь», специальное упоминание экуменического жюри (оба — братья Дарденн), приз лучшей актрисе (Эмили Декьенн).
- 1999 — две номинации на премию Европейской киноакадемии: лучший европейский фильм (Жан-Пьер и Люк Дарденн, Лоран и Мишель Петен) и лучшая европейская актриса (Эмили Декьенн).
- 2000 — номинация на премию «Сезар» в категории «самая многообещающая актриса» (Эмили Декьенн).
- 2000 — номинация на премию «Независимый дух» за лучший зарубежный фильм (братья Дарденн).
- 2000 — 4 премии Жозефа Плато: лучший бельгийский фильм, лучший бельгийский режиссёр (братья Дарденн), лучшая бельгийская актриса (Эмили Декьенн), приз за самый кассовый фильм. Кроме того, лента получила номинацию в категории «лучший бельгийский актёр» (Оливье Гурме).